# Самуел Штарке
Самуел Штарке (svk. Samuel Štarke; Мошовце, 17. март 1888 — Братислава, 6. април 1959) био је евангелички свештеник и бискуп, народно-културни радник и председник Матице словачке у Југославији.

## Биографија
Народну школу похађао је у родном месту а гимназију у Банској Бистрици и Банској Штјавњици. Евангеличку теологију студирао је у Братислави, Ростоку и Лајпцигу. Бискуп Шолц га је посветио за свештеника у Будиму 1912. године.
Године 1913. оженио се Аном Буриан, са којом је имао петоро деце.
Након кратког боравка у Вруткама, у Словачкој, у септембру 1913. године прихватио је позив црквене општине у Бачком Петровцу, где је изабран за капелана, а након пола године, 3. марта 1915, и за свештеника.
Црквена општина у Бачком Петровцу достигла је врхунац за време Штаркеа. Од почетка је озбиљно схватао своју професију. Савесно се припремао за проповед.
После Првог светског рата одиграо је важну улогу у организовању црквеног и народног живота Словака у новој држави - Краљевини СХС. Као представник словачких политичких и националних снага, изабран је за посланика Велике народне скупштине Војводине и члана њеног извршног органа Великог народног савета.
Оснивању Словачке евангеличке а. в. цркве у Краљевини Југославији претходило је оснивање словачког сениората (за Срем, Банат и Бачку), а 1921. дистрикта који је временом прерастао у цркву. У то време Штарке је био најстарији сениор и постао је први бискупски администратор новоосноване Словачке евангеличке а.в. цркве у Југославији.
Самуел Штарке је такође значајно допринео оснивању Словачке гимназије у Бачком Петровцу. Циљ је био да се сиромашнијим ученицима, сељачкој деци, омогући да похађају гимназију. Школа је почела са радом 1. октобра 1919. године, када је Штарке, као председник Управног одбора, свечано примио прве наставнике.
Такође је био покретачка снага и приликом оснивања Штампарског деоничарског друштва у Петровцу и Матице словачке у Југославији.
Након оснивања штампарије, радио је и као уредник. Приредио је првих шест бројева Народног календара. Објављивао је прилоге у часописима Долноземски Словак и Наш живот. Покренуо је и нови часопис - Народну једноту, која је излазила у Петровцу 1920-1941. године.
У августу 1932. године у Бачком Петровцу је основана Матица словачка у Југославији. За председника је изабран др Јан Булик, а Штарке је изабран за једног од потпредседника. Од 1935. наћи ће се на челу ове институције.
Након смрти првог бискупа Словачке евангеличке а.в. цркве, Адама Вереша, изабран је за новог бискупа. Ступио је на дужност 3. маја 1933. године, када је инсталиран од стране бискупа Владимира Чобрде из Словачке. На функцији је остао све до 1957. године.
Пензионисањем Самуела Штаркеа 5. марта 1957. године, Петровац губи бискупски уред, који је пресељен у Нови Сад, а за новог бискупа изабран је Јурај Струхарик.
Након пензионисања преселио се у Братиславу, где је и умро 6. априла 1959. године. Сахрањен је на братиславском гробљу Slávičie údolie.